# BM (rapero)
Matthew Kim (hangul: 김진석; Los Ángeles, California, 20 de octubre de 1992), mejor conocido por su nombre artístico BM (abreviatura de Big Matthew), es un rapero y cantante surcoreano-estadounidense, conocido por ser miembro del grupo KARD bajo DSP Media. Hizo su debut como solista el 9 de junio de 2021, con el sencillo "Broken Me".

## Biografía y carrera

### Primeros años y actividades predebut
BM nació en Los Ángeles, California, el 20 de octubre de 1992. BM se mudó a Corea del Sur en 2011 para audicionar y participar en la primera temporada del reality show de supervivencia de SBS K-pop Star. Entró dentro del top 50 en la competición, antes de ser finalmente eliminado. Debido a sus entonces pobres conocimientos del idioma coreano, se olvidó en múltiples ocasiones de la letra de las canciones que iba a cantar. Después de K-pop Star, firmó un contrato con DSP Media. También fue compañero de baile de Goo Hara para el video musical y las presentaciones en vivo de su sencillo "Choco Chip Cookies".

### 2016-2020: Debut con KARD y actividades en solitario
DSP Media reveló por primera vez a los miembros de su nuevo grupo mixto KARD el 5 de diciembre de 2016, con un concepto basado en un juego de cartas. A BM se le asignó el rol de carta "King". El grupo lanzó su primer sencillo titulado "Oh NaNa" el 13 de diciembre, y debutó oficialmente el 19 de julio de 2017, con su primer EP Hola Hola.
En noviembre de 2018, BM apareció en la canción homónima del álbum I'm On My Wave del cantante Zsun.
El 6 de diciembre de 2018, hizo una aparición especial en el programa de variedades de JTBC Shall We Walk Together en celebración del 20 aniversario del debut de God.
En mayo de 2019, BM apareció en la portada de la revista Men's Health Korea. Luego se confirmó que se uniría al programa de televisión de SBS Law Of The Jungle el 6 de junio. El programa comenzó a transmitirse una semana después, el 13 de junio.
En 2020, BM fue elegido para el programa de variedades de Dive Studios HWAITING!. El programa se estrenó por primera vez en Facebook Watch el 12 de febrero. Desde julio, BM comenzó a presentar el pódcast Get Real de DIVE Studios junto a Peniel de BTOB y Ashley de Ladies' Code. Luego apareció en la canción "Put It On Ya" junto al rapero Nafla, como parte del segundo EP de Jessi, Nuna, que se lanzó el 30 de julio.

### 2021-presente: Debut en solitario conThe First Statement
BM reveló la primera imagen teaser de su sencillo debut en solitario "Broken Me" a través de su cuenta de Instagram el 29 de abril de 2021. Declaró que la canción mostraba sus luchas internas, compartiendo cómo la canción trata sobre "luchar una guerra" con uno mismo. El 30 de junio, DSP Media lanzó un video documental que muestra el trabajo detrás de escena de BM para su álbum sencillo, The First Statement. BM luego colaboró con AleXa cuando apareció en el video musical de su sencillo "Xtra", que fue la canción principal de su álbum ReviveR lanzado el 1 de julio. Al día siguiente, BM lanzó su álbum sencillo debut The First Statement, junto con su sencillo principal "13IVI". The First Statement también contaba con los sencillos "Body Movin'" y la versión en coreano de su sencillo debut, "Broken Me". BM compuso la letra de los tres secillos.
El 21 de enero de 2022, BM lanzó el sencillo digital «Lost in Euphoria».
El 9 de agosto de 2022, BM lanzó su segundo álbum sencillo Strangers, con su sencillo principal homónimo. Strangers está acompañado por la canción "Bad Intentions". BM compuso ambos sencillos.

## Discografía

### EPs
| Título  | Detalles                                                                                                |
| ------- | --- |
| Element | - Fecha de lanzamiento: 7 de mayo de 2024 - Etiqueta: DSP Media - Formatos: Descarga digital, streaming |

### Álbumes sencillo
| Título              | Detalles                                                                                            |
| ------------------- | --------------------------------------------------------------------------------------------------- |
| The First Statement | - Lanzamiento: 2 de julio de 2021 - Etiqueta: DSP Media - Formatos: Descarga digital, streaming     |
| Strangers           | - Lanzamiento: 9 de agosto de 2022 - Etiqueta: DSP Media - Formatos: Descarga digital, streaming    |
| Lowkey              | - Lanzamiento: 7 de diciembre de 2023 - Etiqueta: DSP Media - Formatos: Descarga digital, streaming |

### Sencillos
| Título                         | Año  | Posiciones máximas en los gráficos | Álbum               |
| Título                         | Año  | COR                                | Álbum               |
| ------------------------------ | ---- | ---------------------------------- | ------------------- |
| "Broken Me"                    | 2021 | —                                  | The First Statement |
| "13IVI"                        | 2021 | —                                  | The First Statement |
| "LIE (Lost In Euphoria)"       | 2022 | —                                  | Sencillo sin álbum  |
| "Strangers"                    | 2022 | —                                  | Strangers           |
| "Bad Intentions"               | 2022 | —                                  | Strangers           |
| "Lowkey"                       | 2023 | —                                  | Lowkey              |
| "ATAP (After The After Party)" | 2023 | —                                  | Lowkey              |
| "Nectar" (con Jay Park )       | 2024 | —                                  | Element             |

### Como artista colaborador
| Título      | Otro(s) Artista(s)    | Año  | Posiciones máximas en los gráficos | Álbum                |
| Título      | Otro(s) Artista(s)    | Año  | COR                                | Álbum                |
| ----------- | --------------------- | ---- | ---------------------------------- | -------------------- |
| "Run It Up" | YUNGIN, Bobby de iKON | 2024 | —                                  | Did You Know? Part 1 |

### Colaboraciones
| Título                               | Año  | Posiciones máximas en los gráficos | Álbum          |
| Título                               | Año  | COR                                | Álbum          |
| ------------------------------------ | ---- | ---------------------------------- | -------------- |
| "I'm On My Wave" (Zesun ft. BM)      | 2016 | —                                  | I'm On My Wave |
| "Put It On Ya" (Jessi ft. BM, Nafla) | 2020 | —                                  | Nuna           |

## Filmografía

### Programas de televisión
| Año  | Título              | Papel              | Ref.   |
| ---- | ------------------- | ------------------ | ------ |
| 2011 | K-Pop Star Season 1 | Concursante        | [ 3 ]  |
| 2019 | Law of the Jungle   | Miembro del elenco | [ 11 ] |